# Wearing a Martyr's Crown
Wearing a Martyr's Crown es el cuarto álbum de la banda de death metal Nightrage. Fue lanzado el 22 de junio de 2009 a través del sello discográfico alemán Lifeforce Records. La edición digipak europea incluye la versión demo de "Failure of All Human Emotions" como bonus. La versión para Japón incluye una versión de la canción de Metallica "Holier Than Thou." 
El 18 de febrero de 2010 Nightrage lanza su tercer video musical, de la canción Wearing a Martyr's Crown durante una gira por Grecia. El video fue filmado una vez más por Bob Katsionis y grabado en los estudios Zero Gravity en Atenas.[cita requerida]

## Lista de canciones[1]
| N.º | Título                            | Duración |  |
| 1.  | «Shed the Blood»                  | 4:13     |  |
| 2.  | «Collision of Fate»               | 5:13     |  |
| 3.  | «A Grim Struggle»                 | 5:03     |  |
| 4.  | «Wearing a Martyr's Crown»        | 4:30     |  |
| 5.  | «Among Wolves»                    | 4:29     |  |
| 6.  | «Abandon»                         | 4:30     |  |
| 7.  | «Futile Tears»                    | 5:18     |  |
| 8.  | «Wounded Angels»                  | 4:00     |  |
| 9.  | «Mocking Modesty»                 | 4:29     |  |
| 10. | «Failure of All Human Emotions»   | 4:36     |  |
| 11. | «Sting of Remorse [instrumental]» | 5:21     |  |

## Créditos

### Nightrage
- Antony Hämäläinen – voz
- Marios Iliopoulos – guitarra
- Olof Mörck – guitarra
- Anders Hammer – bajo
- Johan Nunez – batería

### Invitados
- Gus G. (Firewind)– solo de guitarra en "Sting of Remorse"
- Sakis Tolis (Rotting Christ) – segunda voz en "Mocking Modesty"
- Elias Holmlid (Dragonland)– orquestaciones y teclados en "Shed the Blood", "Futile Tears", "Mocking Modesty" y "Sting of Remorse"

### Producción
- Fredrik Nordström – masterización de sonido, producción, mezclado, teclados en "Abandon"
- Henrik Udd – ingeniero de audio, mezclado
- Andy Hayball – ingeniero asistente